# 1753

## Събития
- Английският и шотландският парламент приемат Jewish Naturalization Bill

## Родени
- 20 февруари – Луи Бертие, френски маршал;
- 26 март – Бенджамин Томпсън, британски физик;
- 27 март – Андрю Бел, британски педагог;
- 13 май – Лазар Карно, френски политик;
- 24 август – Александър Римски-Корсаков, руски генерал;
- 2 септември – Мария-Жозефина-Луиза Савойска.

## Починали
- Никола Фасио дьо Дюилие – швейцарски астроном;
- 14 януари – Джордж Бъркли, английски философ;
- 18 септември – Христофор Жефарович, български зограф.